# Calopteryx splendens
Espèce
Statut de conservation UICN

 LC  : Préoccupation mineure
Calopteryx splendens, le caloptéryx éclatant ou caloptéryx splendide (anciennement agrion éclatant), est une espèce d'insectes odonates du sous-ordre des zygoptères ou demoiselles, de la famille des Calopterygidae qui ne comprend, en Europe, qu'un seul genre, Calopteryx.

## Description
Le corps est long de 45 à 48 mm.

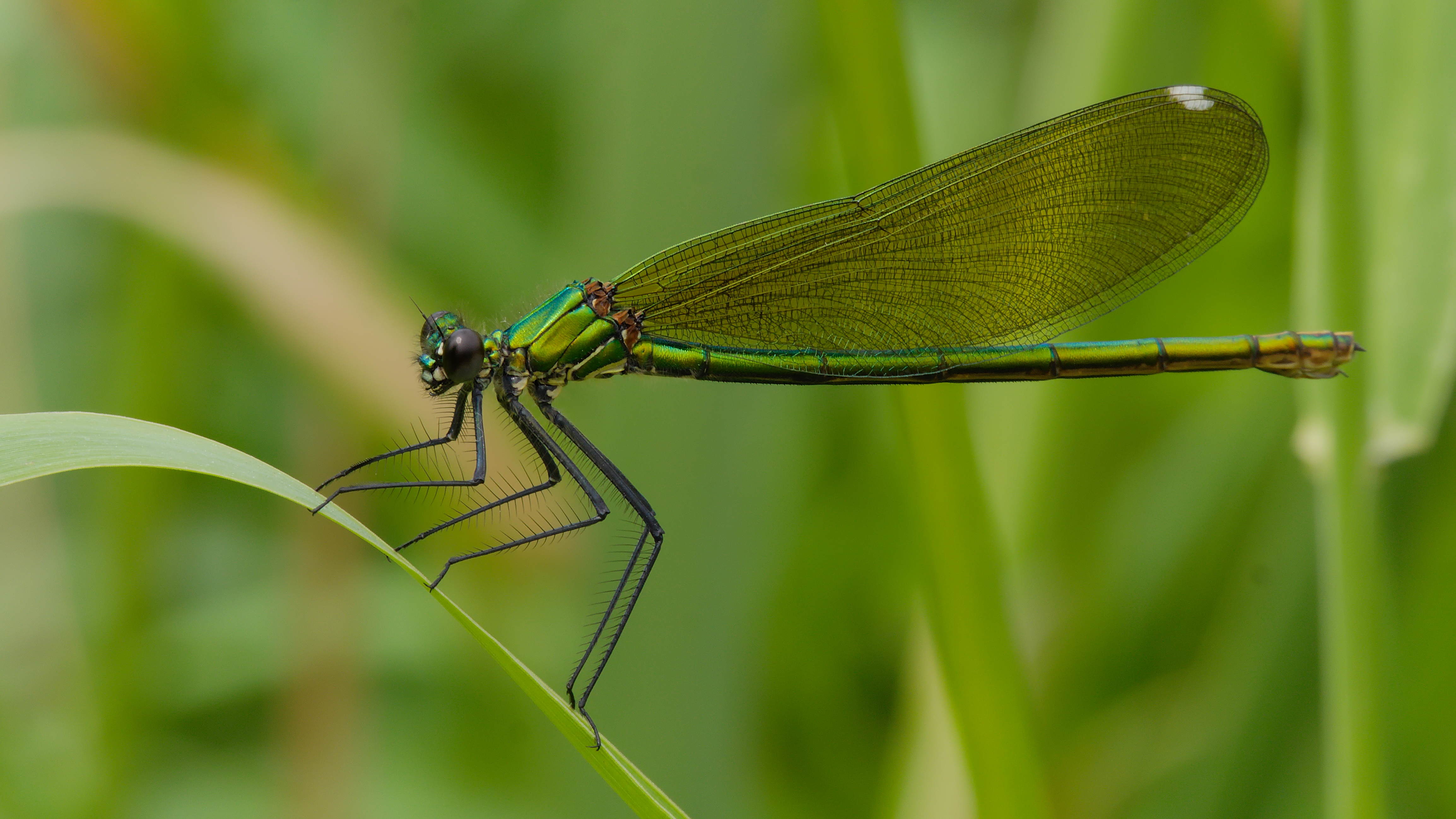
Calopteryx splendens femelle.
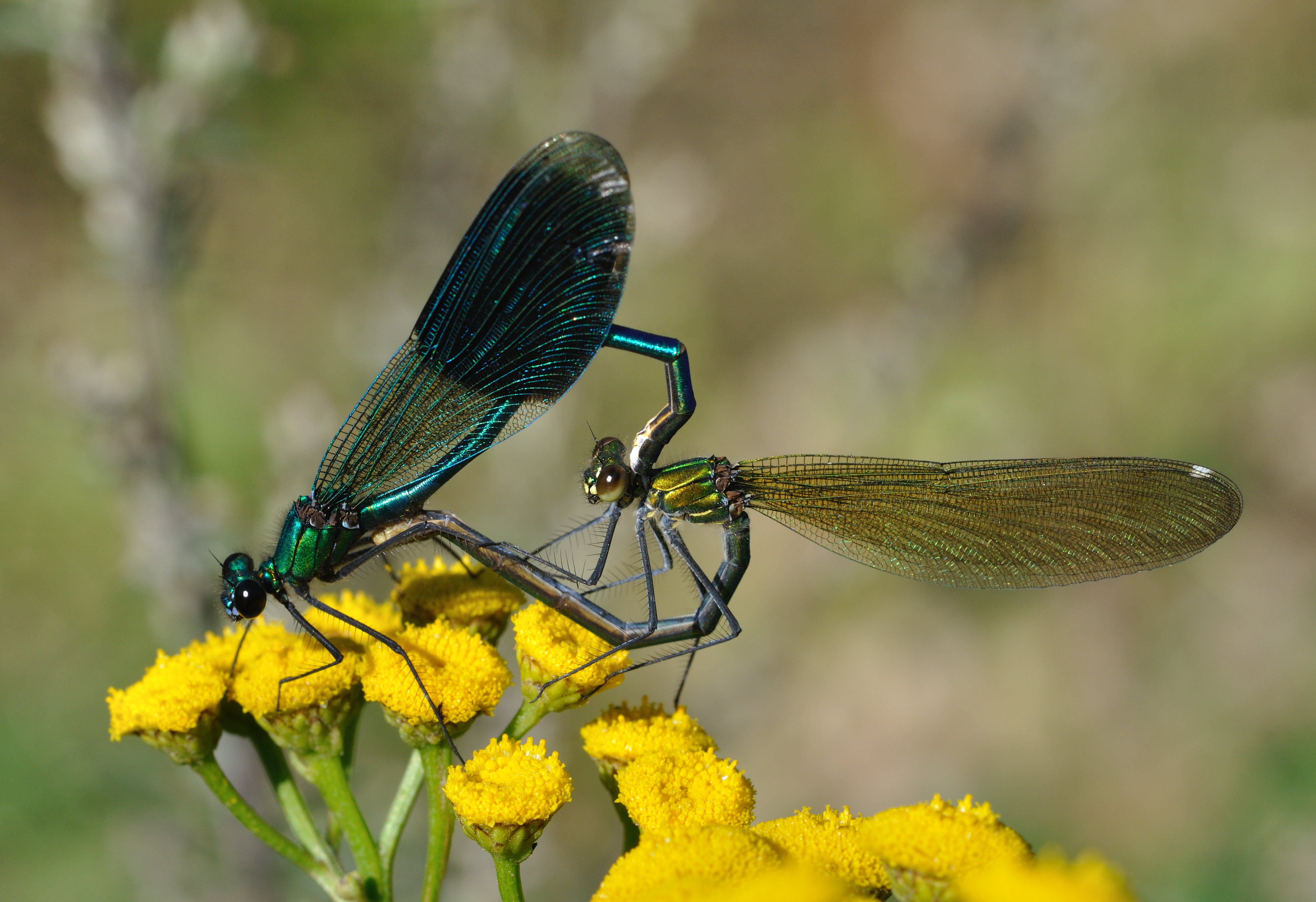
Accouplement de Calopteryx splendens.
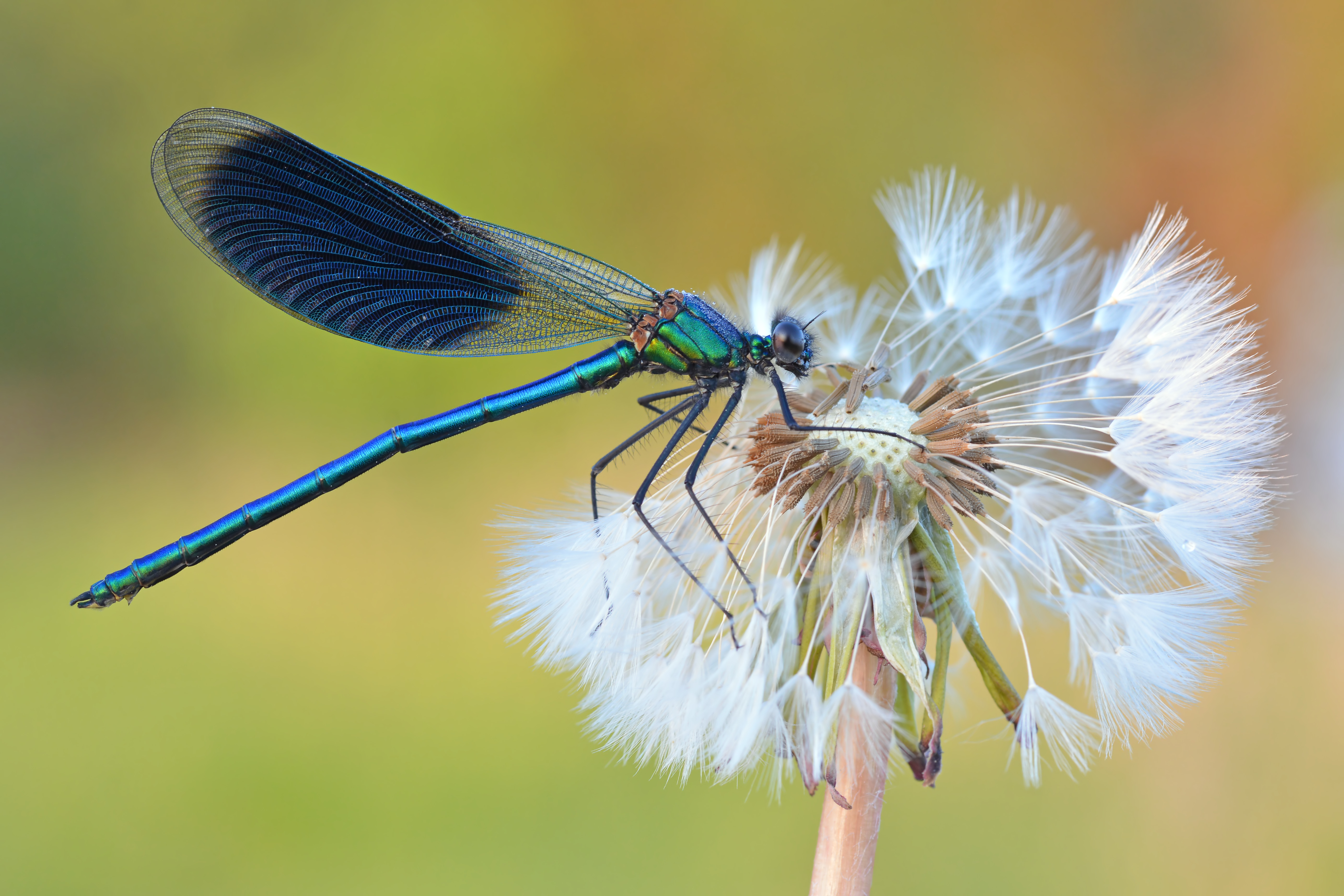
Calopteryx splendens mâle
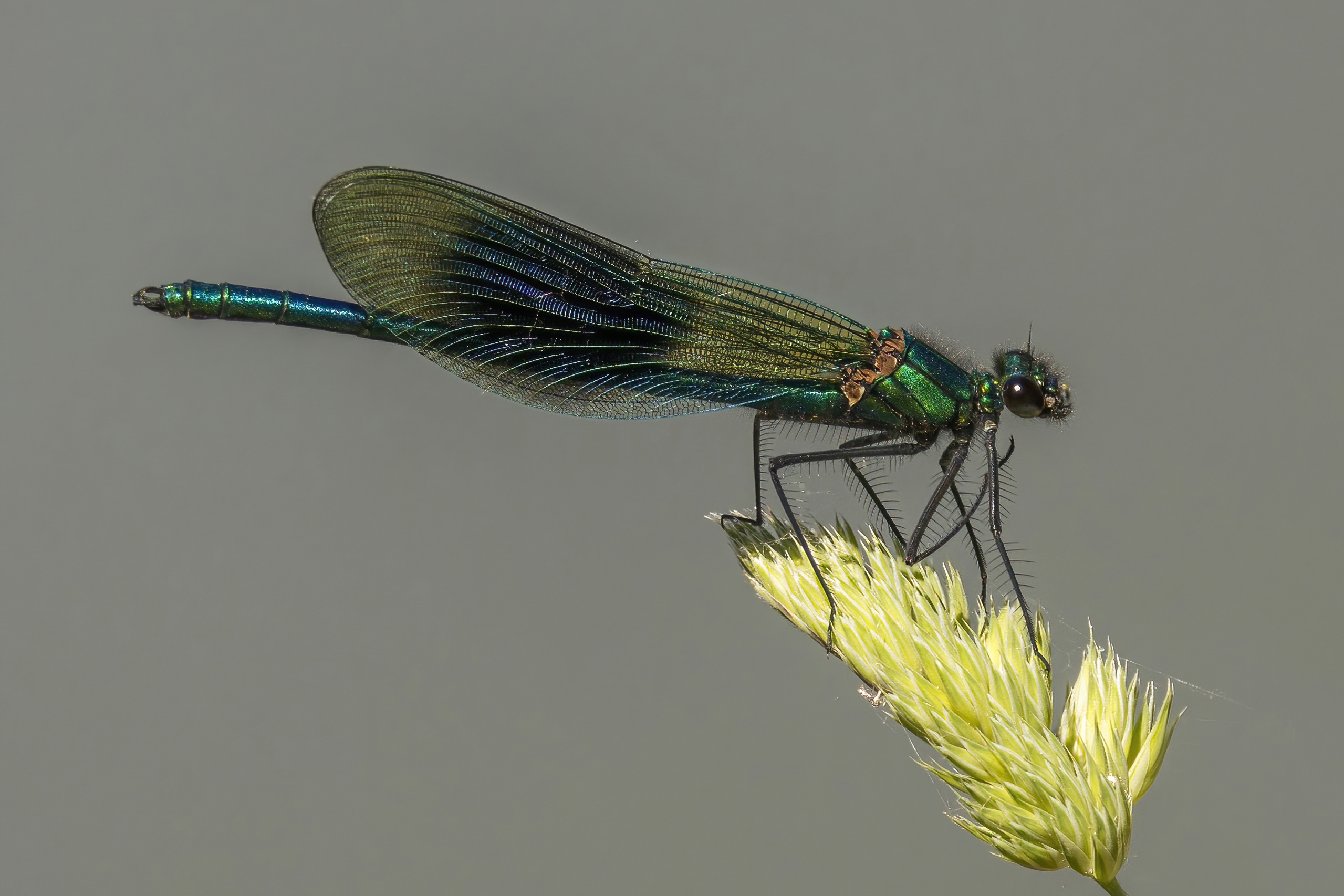
Calopteryx splendens mâle
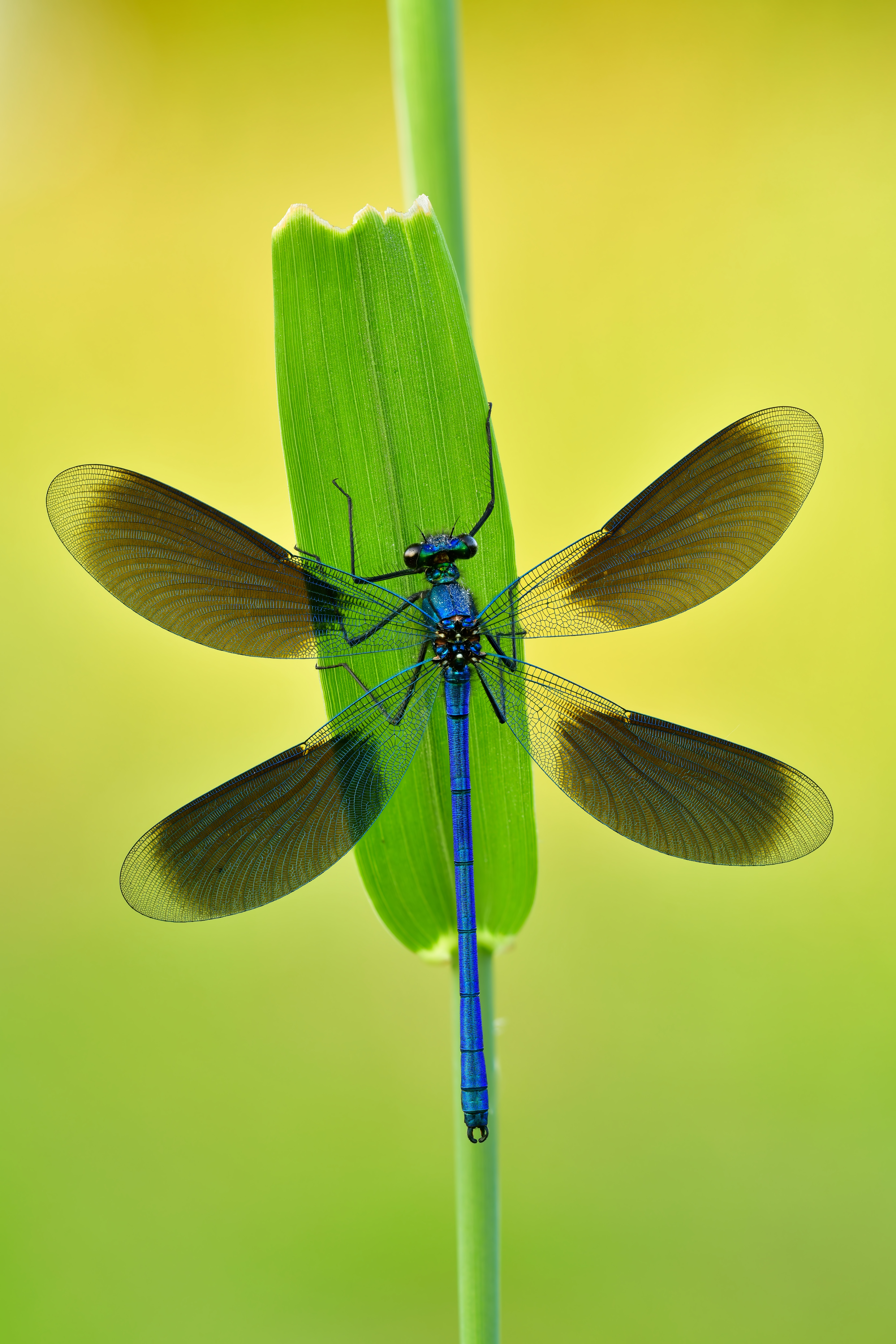
Calopteryx splendens mâle dans la réserve naturelle de Gülper See, Brandenburg, Allemagne. Mai 2023.

Le dimorphisme sexuel est important :
- chez le mâle, corps bleu-vert métallique, ailes marquées de bleu foncé commençant à peu près au niveau du nodus mais n'atteignant pas l'apex, l'extrémité de l'abdomen (côté ventral) porte une tache grise.
- chez la femelle, le corps est vert métallique, les ailes, légèrement et uniformément ambrées, montrent des nervures vertes. Le ptérostigma se situe près de l'apex.

## Répartition
Eurasiatique, presque toute l'Europe sauf péninsule ibérique, hautes montagnes et nord de la Scandinavie.

## Habitat
Zones humides, plutôt aux abords des rivières à débit varié.
L'espèce est moins abondante sur les grandes rivières.

## Historique et dénomination
L'espèce a été décrite par le naturaliste britannique Moses Harris en 1780 (ou en 1782, les sources varient) selon le nom Libellula splendens.

### Synonymie
- Calopteryx splendens splendens (Harris, 1780)
- Calopteryx splendens ancilla Selys, 1887
- Calopteryx splendens caprai Conci, 1956
- Libellula splendens Harris, 1780 protonyme
- Libellula ludovicea Geoffroy in Fourcroy, 1785
- Agrion splendens (Harris, 1780)